# El Campanar (Sanaüja)
El Campanar és una obra del municipi de Sanaüja (Segarra) inclosa en l'Inventari del Patrimoni Arquitectònic de Catalunya. Aquest campanar fou edificat arran de la necessitat existent de substituir el campanar que hi havia al castell, el qual es trobava molt malmès. Tot i que en un principi es volia construir a l'església de Santa Maria de Sanaüja, es va desestimar la proposta perquè es va considerar que aquesta no resistiria el seu pes.

## Descripció
Es tracta d'una torre de campanar independent, que no queda integrada dins l'estructura arquitectònica de l'església, sinó que es troba emplaçada en un altre indret de la plaça Major, sobre un pas obert on antigament hi havia una zona edificada.
Presenta un primer nivell per sota del qual hi ha l'accés cobert a la plaça. Al que seria la primera planta, trobem un òcul i dues finestres corresponents a les estances on s'hi troba la maquinària del rellotge, així com altres estances destinades a ús social. Per damunt s'aixeca la torre pròpiament dita de planta quadrada, amb la presència d'un rebaix a cadascun dels seus extrems, on a la part superior hi ha l'esfera del rellotge, per damunt d'un segon òcul, coronat per una cornisa que sustenta l'estructura de ferro on s'hi col·loquen les campanes, culminat per l'escut de Sanaüja.